# 6511 Furmanov
6511 Furmanov eller 1987 QR11 är en asteroid i huvudbältet som upptäcktes den 27 augusti 1987 av den ryska astronomen Ljudmila Tjernych vid Krims astrofysiska observatorium på Krim. Den är uppkallade efter den ryske skådespelaren, regissören och producenten Rudolf Davydovitj Furmanov.
Asteroiden har en diameter på ungefär nio kilometer.